# Хофу
Хо́фу (яп. 防府市 Хо:фу-си) — японский город, расположенный в префектуре Ямагути. Площадь города составляет 188,59 км², население — 116 005 человек (1 августа 2014), плотность населения — 615,12 чел./км².
Хофу расположен у устья реки Саба.
Город основан 25 августа 1936 года.
Большой завод Mazda расположен в Хофу.